# Коллегиальная церковь (Бад-Грёненбах)
Коллегиальная церковь в Бад-Грёненбахе (нем. Kollegiatstift Bad Grönenbach) — бывшая коллегиальная церковь, располагавшаяся на территории баварской общины Бад-Грёненбах. Была создана в 1479 году на пожертвование Людвига фон Ротенштайна и первоначально включала в себя двенадцать секулярных каноников; была распущена 14 мая 1804 года в ходе секуляризации в Баварии. Здание бывшей церкви является памятником архитектуры.